# ۲-پنتانون
۲-پنتانون (به انگلیسی: 2-Pentanone) با فرمول شیمیایی C۵H۱۰O یک ترکیب شیمیایی با شناسه پاب‌کم ۷۸۹۵ است. که جرم مولی آن 86.13 g/mol می‌باشد. شکل ظاهری این ترکیب، مایع بی‌رنگ است.